# آنورتوزیت

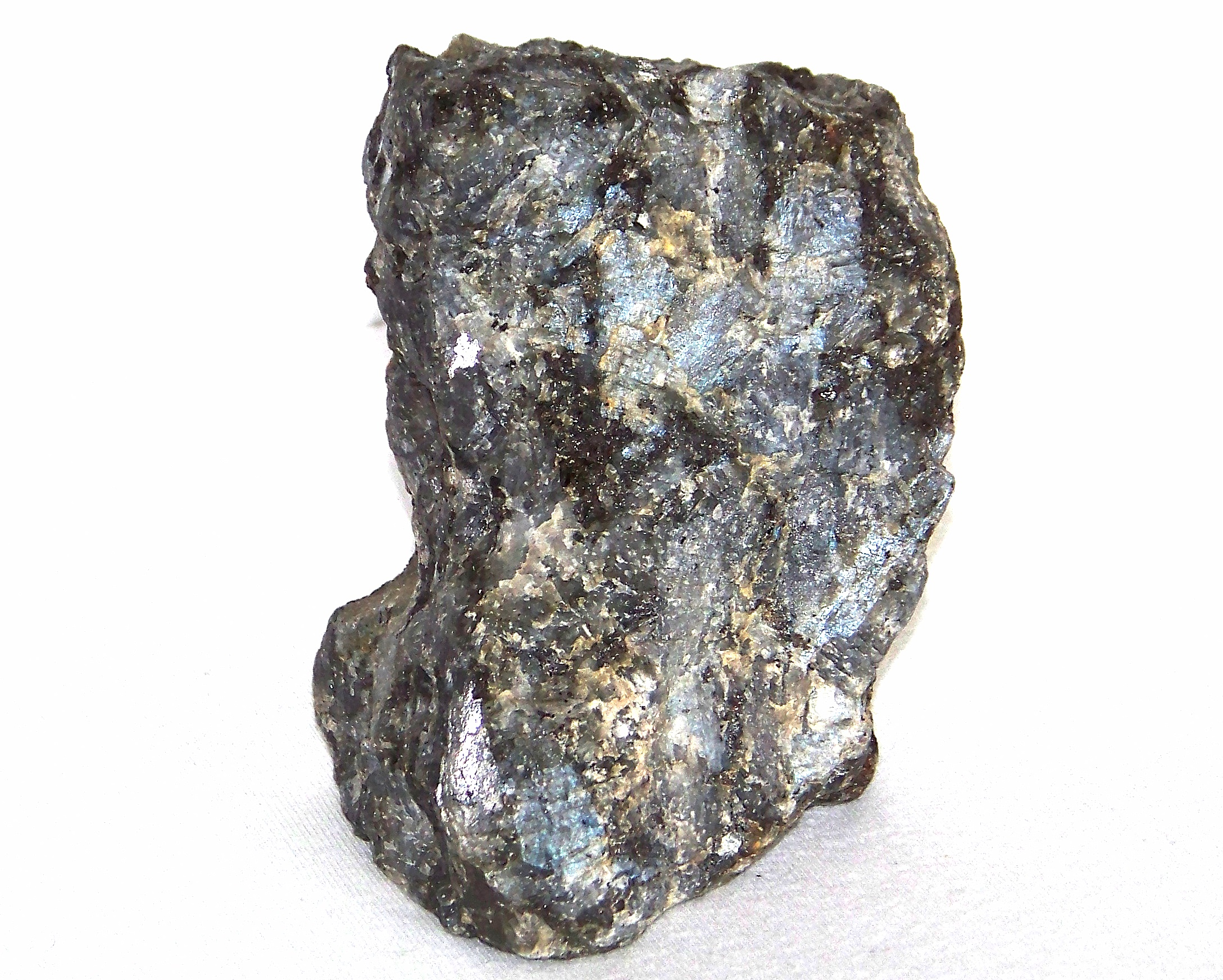
آنورتوزیت از لهستان.

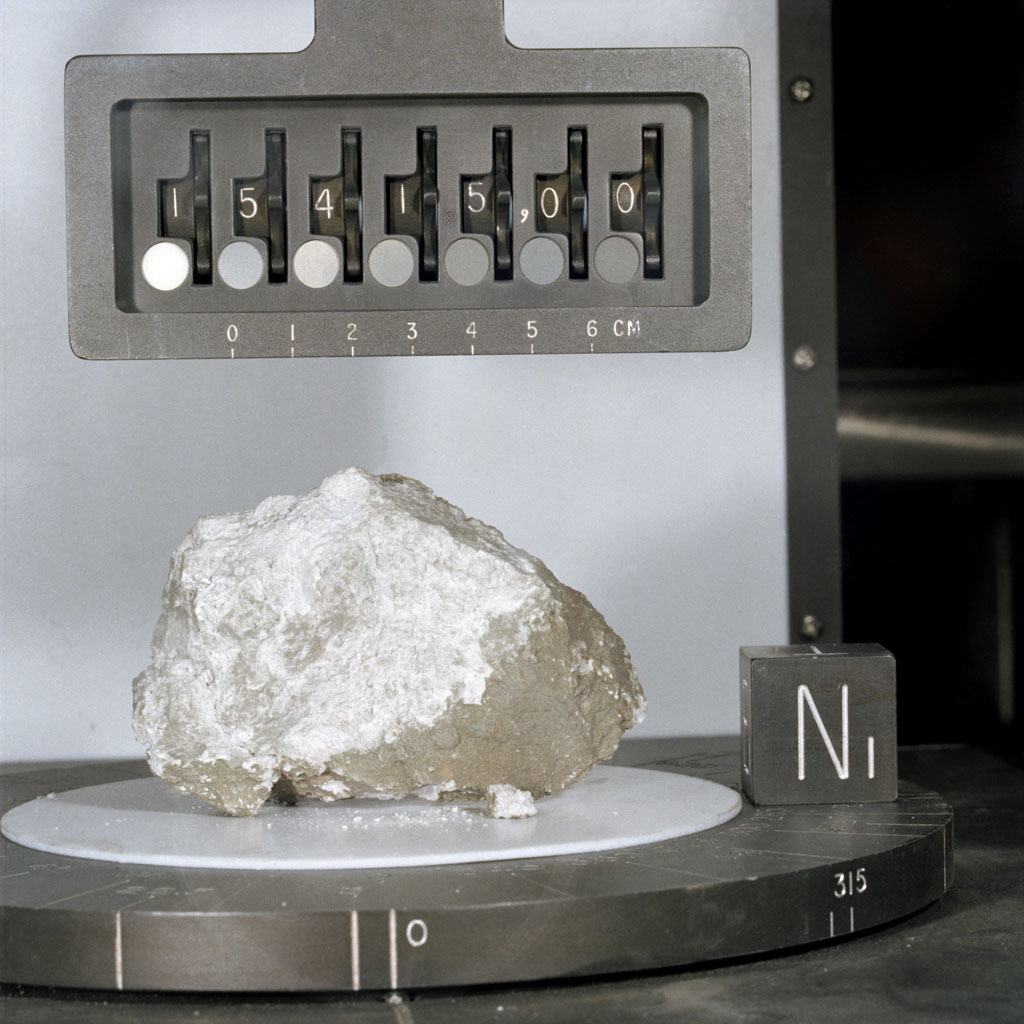
آنورتوزیت از کره ماه که آپولو ۱۵ از محل فرودش به همراه آورده‌است.

آنورتوزیت سنگی است به رنگ خاکستری روشن که بیشتر آن از پلاژیوکلاز کلسیک، آلومینیوم و سلیسیوم ساخته شده‌است.سطوح روشن‌رنگ کره ماه از این سنگ تشکیل شده‌اند.
آنورتوزیت یک سنگ آذرین درونی فانریتیک است که میان ۹۰ تا ۱۰۰ درصد پلاژیوکلاز دارد به مقدار کم(کمتر از ۱۰ درصد) دارای کانی های مافیک مثل مگنتیت و ایلمنیت و الیوین می‌تواند باشد و از نظر اقتصادی به خاطر داشتن مقادیر زیادی از تیتانیوم (به صورت ایلمنیت) دارای اهمیت است.
آنورتوزیت‌ها سنگهای غنی از پلاژیوکلاز می‌باشند و در اصل سنگ‌های گابرویی هستند که بیش از ۹۵ درصد پلاژیوکلاز دارند.آنوزتوریت‌ها در کره زمین را به دو دسته اصلی تقسیم می‌کنند:
- الف: انواع تفریق‌یافته لایه‌لایه یا پوسولیت‌هایی که از لایه‌های با ترکیب مختلف تشکیل یافته‌اند مثل کمپلکس لایه لایه بوشولد در آفریقای جنوبی
- ب- توده‌های پلوتونیک بزرگ که اصولاً غیر لایه لایه بوده و معمولاً دارای ساخت‌های گنبدی یا چند گنبدی هستند. مانند انواعی که در کوه‌های شرق آمریکای شمالی دیده می‌شوند.

کانسارهای آنورتوزیت به فرم انتشاری، عدسی‌شکل و رگه‌ای می‌باشد. کانسارهای تیتانیوم‌دار در آنورتوزیت‌ها به همراه آهن در نقاط درون‌قاره‌ای یافت می‌شود. بزرگترین آنورتوزیت‌ها در تالنس در جنوب نروژ به شکل لوپولیت دیده می‌شود.